# Anneliese Fiedler
Anneliese Rafaele Fiedler Gonzales-Daly (Lima, 16 de marzo de 1981) es una actriz y locutora de radio peruana de ascendencia alemana de parte paterna y peruana por parte materna.

## Biografía
Fiedler estudió en el Colegio Villa María y se graduó como comunicadora en la Universidad de Lima en 2002, para después empezar talleres de actuación con el grupo EspacioLibre de Diego La Hoz y en el Teatro de la Universidad Católica. Empezó actuando en obras de teatro para niños, y luego debutó en la televisión en la telenovela La pre. En 2009, actuó y produjo la obra Max y los maximonstruos, y participó en Esperando la carroza bajo la dirección de Alberto Ísola.
En 2011, interpretó a "Grace" en la telenovela Lalola de Frecuencia Latina. En julio empezó a laborar como locutora del programa Santas pecadoras por la estación de radio Studio 92. A fines del mismo año se estrenó la telenovela Corazón de fuego, donde interpreta a "Machi" Vivanco.
En marzo de 2012, se estrenó la obra Puertas comunicantes (adaptación de Communicating Doors de Alan Ayckbourn), donde Anneliese interpretó a Poopay, papel principal. Seguidamente actuará en la versión para niños de la obra La vida es sueño.
En 2016 participó en la película Margarita.

## Créditos
| Televisión | Televisión                           | Televisión                          | Televisión                                        |
| Año        | Título                               | Rol                                 | Notas                                             |
| ---------- | ------------------------------------ | ----------------------------------- | ------------------------------------------------- |
| 2008       | La pre                               | María Pía                           |                                                   |
| 2009       | Clave uno: médicos en alerta         | Mercedes "Meche" Arenas             |                                                   |
| 2009       | Clave uno: médicos en alerta 2       | Mercedes "Meche" Arenas             |                                                   |
| 2010       | Los exitosos Gome$                   | Liliana "Lily" Guadalupe del Carmen |                                                   |
| 2011       | Lalola                               | Graciela "Grace" Neira              |                                                   |
| 2011—2012  | Corazón de fuego                     | Marcela María "Machi" Vivanco       |                                                   |
| 2012—2013  | La reina de las carretillas          | Susan                               |                                                   |
| 2014       | Grau, caballero de los mares         | Dolores Cabero de Grau              |                                                   |
| 2018       | Historias de red                     | Susana                              |                                                   |
| 2019       | Chapa tu combi                       | Maritza Vargas                      |                                                   |
| 2025       | Eres mi sangre                       | Helena Navarro (joven)              |                                                   |
| Teatro     |                                      |                                     |                                                   |
| Año        | Título                               | Rol                                 | Notas                                             |
| 2006       | El mago en el país de las maravillas | Dorothy                             |                                                   |
| 2007       | Iluminados                           | Margot                              |                                                   |
| 2007       | La fiesta del chivo                  | N/A                                 |                                                   |
| 2008       | No pasa nada                         | N/A                                 |                                                   |
| 2009       | Esperando la carroza                 | N/A                                 |                                                   |
| 2009       | Max y los maximonstruos              | N/A                                 | También productora                                |
| 2010       | La pera de oro                       | Alicia                              | Teatro Mario Vargas Llosa                         |
| 2010       | Cyrano de Bergerac                   | Vendedora, Sor Clara                |                                                   |
| 2011       | El matrimonio de Uli                 | Lisi                                | Centro Cultural El Olivar                         |
| 2012       | Puertas comunicantes                 | Poopay Daysir/Phoebe                | Rol principal Teatro Larco 24 de marzo—4 de junio |
| 2012—2013  | La vida es sueño                     | Rosaura                             | Teatro La Plaza Tres temporadas                   |
| Películas  |                                      |                                     |                                                   |
| Año        | Título                               | Rol                                 | Notas                                             |
| 2012       | Casadentro                           | Carla                               |                                                   |
| 2016       | Margarita: Ese dulce caos            | Dora                                |                                                   |